# Giuliano Ferrara

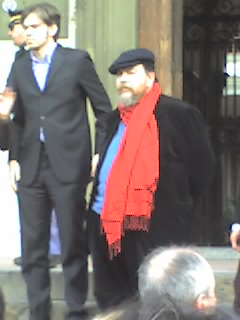
Giuliano Ferrara

Giuliano Ferrara (* 7. Januar 1952 in Rom) ist ein italienischer Journalist, Herausgeber der Zeitung Il Foglio und Politiker.
1989 bis 1993 war Ferrara Mitglied des Europäischen Parlaments. Als Unabhängiger gewählt, schloss er sich der sozialistischen Fraktion an. Daher galt er als Linker, bis er der Regierung Berlusconi beitrat.
1994 war er Minister und Pressesprecher in der ersten Regierung des italienischen Ministerpräsidenten Berlusconi. Er gilt als einer der prominentesten Intellektuellen unter den Unterstützern Berlusconis.